# Simfonija št. 27 (Haydn)
Simfonija št. 27 v G duru, Hob. I:88 « Hermannstädter » Josepha Haydna (1760) je zgrajena iz treh stavkov: 
- I. Allegro
- II. Andante a Siciliano, 6/8
- III. Presto, 3/8

Okviren čas trajanja: 11 - 17 minut.
Orkester ima 2 oboe, 2 fagote, 2 roge v G, godala.
« Nächtliche Spaziergänge » v avstrijski jazz skladatelj Franz Koglmann kopira melodije v Haydna Simfonija št. 27.